# Nimodipin
Nimodipin (Handelsname: Nimotop®, Hersteller: Bayer) ist ein Arzneistoff  (Calciumkanalblocker) aus der Gruppe der 1,4-Dihydropyridine.
Durch die Blockade von Calciumkanälen wirkt es entspannend auf Gefäßmuskeln, angeblich besonders im Gehirn. Es wird eingesetzt nach Subarachnoidalblutungen, um Vasospasmen (Gefäßverkrampfungen) vorzubeugen und somit die Gehirndurchblutung zu sichern. (Derartige Gefäßverkrampfungen können durch Serotonin und Hämoglobin-Abbauprodukte ausgelöst werden.)
Nimodipin ist außerdem bei altersbedingten Hirnleistungsstörungen zugelassen (Nootropikum). 1991 erhielt der Galeniker Dr. Ahmed Hegazy für die Solubilisierung von Nimodipin die Otto-Bayer-Medaille.

## Stereochemie
Nimodipin enthält ein Stereozentrum und besteht aus zwei Enantiomeren, genauer zwei Atropisomeren. Hierbei handelt es sich um ein Racemat, also ein 1:1-Gemisch von (R)- und der (S)-Form:
| Enantiomere von Nimodipin | Enantiomere von Nimodipin |
| ------------------------- | ------------------------- |
| CAS-Nummer: 77940-92-2    | CAS-Nummer: 77940-93-3    |